# Shanhui Fan
Shanhui Fan (* 1972 in Zhengzhou) ist ein aus China stammender US-amerikanischer Elektroingenieur und Physiker (Photonik).
Shanhui Fan studierte 1988 bis 1992 an der University of Science and Technology in China und promovierte 1997 am Massachusetts Institute of Technology in theoretischer Festkörperphysik. Er ist Joseph and Hon Mai Goodman Professor an der Stanford University und sowohl Professor für Elektrotechnik als auch für angewandte Physik und Senior Fellow am Precourt Institute of Energy in Stanford. 2014 bis 2012 war er dort Direktor des Edward L. Ginzton Laboratory.
Er befasst sich mit nanophotonischen Strukturen, speziell photonischen Kristallen, Plasmonik und Metamaterialien, und Anwendung dieser Strukturen im Energiesektor (Photovoltaik) und in der Informationstechnologie. Er entdeckte, dass die Kälte des Weltraums relativ zur Erde als alternative Energiequelle genutzt werden kann, um Klimaanlagen zu ersetzen. Dazu wird das Sonnenlicht auf dem Dach zurückreflektiert. Fan zeigte, dass damit Wasser ohne Verwendung von Elektrizität gekühlt werden kann, so dass man an einem heißen Tag bis zu 21 Prozent der Kühlungskosten von Klimaanlagen einsparen kann.
Fan erhielt einen Career Award der National Science Foundation, war Packard Fellow und ist Simons Investigator in Physics. Außerdem erhielt er den W. O. Baker Award for Initiatives in Research der National Academy of Sciences, eine Vannevar Bush Faculty Fellowship und die Adolph Lomb Medal.  2022 erhielt er den R. W. Wood Prize für grundlegende Entdeckungen in der Photonik, die von Resonator-, topologischer und nicht-reziproker Photonik zu Anwendungen im Energiebereich reichen, einschließlich der Entdeckung Strahlungskühlung am Tag basierend auf einer neuen Art von Energiequelle (Laudatio). Er gehört zu den hochzitierten Wissenschaftlern in der Photonik mit über 600 Veröffentlichungen (2022). Er hält über 70 US-Patente (2022).
Er ist Fellow der Optical Society of America, der American Physical Society, der IEEE und von SPIE. 2024 wurde er in die National Academy of Engineering gewählt, 2025 in die National Academy of Sciences.

## Schriften (Auswahl)
- mit A. Mekis, J. D. Joannopoulos u. a.: High transmission through sharp bends in photonic crystal waveguides, Phys. Rev. Lett., Band 77, 1996, S. 3787
- mit P. R. Villeneuve, J. D. Joannopoulos, E. F. Schubert: High extraction efficiency of spontaneous emission from slabs of photonic crystals, Phys. Rev. Let., Band 78, 1997, S. 3294
- mit J. D. Joannopoulos, P. R. Villeneuve: Photonic crystals: putting a new twist on light, Nature, Band 386, 1997, S. 143
- mit J. S. Foresi u. a.: Photonic-bandgap microcavities in optical waveguides, Nature, Band 390, 1997, S. 143–145
- mit Y. Fink, J. N. Winn, C. Chen, J. Michel, J. D. Joannopoulos, E. L. Thomas: A dielectric omnidirectional reflector, Science, Band 282, 1998, S. 1679–1682
- mit S. G. Johnson u. a.: Guided modes in photonic crystal slabs, Phys. Rev. B, Band 60, 1999, S. 5751
- mit J. D. Joannopoulos: Analysis of guided resonances in photonic crystal slabs, Phys. Rev. B, Band 65, 2002, S. 235112
- mit W Suh, J. D. Joannopoulos: Temporal coupled-mode theory for the Fano resonance in optical resonators, J. Opt. Soc. America, A, Band 20, 2003, S. 569–572
- mit J. Zhu u. a.: Optical absorption enhancement in amorphous silicon nanowire and nanocone arrays, Nano Letters, Band 9, 2009, S. 279–282
- mit A. Kinkhabwala, W. E. Moerner u. a.: Large single-molecule fluorescence enhancements produced by a bowtie nanoantenna, Nature Photonics, Band 3, 2009, S. 654–657
- mit Z. Yu: Complete optical isolation created by indirect interband photonic transitions, Nature Photonics, Band 3, 2009, S. 91–94
- mit Z. Yu, A. Raman: Fundamental limit of nanophotonic light trapping in solar cells, Proc. Nat. Acad. Sci. USA, Band 107, 2010, S. 17491–17496
- mit J. Zhu, C. M. Hsu, Z. Yu, Y. Cui: Nanodome solar cells with efficient light management and self-cleaning, Nano Letters, Band 10, 2010, S. 1979–1984
- mit K. Fang, Z. Yu: Realizing effective magnetic field for photons by controlling the phase of dynamic modulation, Nature Photonics, Band 6, 2012, S. 782–787
- mit B. Peng u. a.: Parity–time-symmetric whispering-gallery microcavities, Nature Physics, Band 10, 2014, S. 394–398
- mit D. G. Cahill u. a.: Nanoscale thermal transport, Teil II, Applied Physics Reviews, Band 1, 2014, S. 011305
- mit A. P. Raman, M. A. Anoma, L. Zhu, E. Rephaeli: Passive radiative cooling below ambient air temperature under direct sunlight, Nature, Band 515, 2014, S. 540–544
- mit M. L. Brongersma, Y. Cui: Light management for photovoltaics using high-index nanostructures, Nature Materials, Band 13, 2014, S. 451–460